# Luteziano
| Periodo                                                                                     | Epoca               | Piano          | Età (Ma)    |
| ------------------------------------------------------------------------------------------- | ------------------- | -------------- | ----------- |
| Neogene                                                                                     | Miocene             | Aquitaniano    | Più recente |
| Paleogene                                                                                   | Oligocene           | Chattiano      | 27,30       |
| Paleogene                                                                                   | Oligocene           | Rupeliano      | 33,9        |
| Paleogene                                                                                   | Eocene              | Priaboniano    | 37,71       |
| Paleogene                                                                                   | Eocene              | Bartoniano     | 41,03       |
| Paleogene                                                                                   | Eocene              | Luteziano      | 48,07       |
| Paleogene                                                                                   | Eocene              | Ypresiano      | 56,00       |
| Paleogene                                                                                   | Paleocene           | Thanetiano     | 59,24       |
| Paleogene                                                                                   | Paleocene           | Selandiano     | 61,66       |
| Paleogene                                                                                   | Paleocene           | Daniano        | 66,00       |
| Cretacico                                                                                   | Cretacico superiore | Maastrichtiano | Più antico  |
| Suddivisione del Paleogene secondo la Commissione internazionale di stratigrafia dell'IUGS. |                     |                |             |

Nella scala dei tempi geologici, il Luteziano è il secondo dei quattro piani in cui è suddiviso l'Eocene.

Copre il periodo di tempo compreso fra i 48,07 milioni di anni fa (Ma) ed i 41,03 Ma.
È preceduto dall'Ypresiano e seguito dal Bartoniano.

## Definizioni e GSSP
Il Luteziano deriva il nome da Lutetia Parisiorum, il nome romano dell'antico villaggio che diede poi origine alla città di Parigi. Il piano Luteziano fu introdotto nella letteratura scientifica dal geologo francese Albert Auguste Cochon de Lapparent nel 1883.
La base del Luteziano è rappresentata dalla prima comparsa dei foraminiferi del genere Hantkenina.
Il limite superiore, nonché base del successivo Bartoniano, è dato dalla comparsa del nanoplancton calcareo della specie Reticulofenestra reticulata.
La IUGS non ha ancora fissato il riferimento stratigrafico ufficiale, il GSSP. Sono tuttavia già stati identificati due possibili candidati, entrambi localizzati in Spagna, e si è in attesa di sottoporre le candidature per l'approvazione ufficiale.

## Caratteristiche
In questo periodo (intorno ai 47 milioni di anni fa) si ha la scomparsa delle scimmie del genere Teilhardina, protoprimati classificati nel sottordine Haplorrhini, superfamiglia Tarsioidea, famiglia Omomyidae, ritenute le prime forme di primati conosciute, probabili antenate delle scimmie dell'infraordine Simiiformes (comprendenti tutte le scimmie, platirrine e catarrine), ma anche dei Tarsi.
Intorno ai 45 milioni di anni fa si ha, in Cina la presunta datazione dei fossili di Eosimias sinensis, protoscimmia dell'infraordine Simiiformes, parvordine Catarrine, superfamiglia Eosimiidae, presunte antenate di tutte le scimmie del vecchio mondo (uomo compreso).